# Acronema minus
Acronema minus là một loài thực vật có hoa trong họ Hoa tán. Loài này được (M.F.Watson) M.F.Watson & Z.H.Pan mô tả khoa học đầu tiên năm 2004.